# Valentin Popescu
Valentin Popescu (n. 4 aprilie 1955, Brăila) este un actor român de film și teatru.

## Biografie
În 1981 a absolvit Institutul de Artă Teatrală și Cinematografică„Ion Luca Caragiale” din București. A fost nominalizat la premiile Gopo pentru cel mai bun actor și Gopo pentru cel mai bun actor în rol secundar. În 2010 a jucat în Ghost Rider: Demonul răzbunării, alături de Nicholas Cage.

## Teatru
- Cei din urmă vor fi cei din urmă de Ioan Es. Pop, premiera 17 mai 2012, Teatrul Național Radiofonic
- Hamlet de William Shakespeare, premiera Teatrul Lucia Sturdza Bulandra și Teatrul Național Mihai Eminescu
- Hansel și Gretel de Engelbert Humperdinck (ca solist), premiera Teatrul Municipal Baia Mare
- Hedda Gabler de Henrik Ibsen, premiera Teatrul Național de Televiziune
- Henric al IV-lea de  Luigi Pirandello, premiera 9 iunie 2005 Teatrul Lucia Sturdza Bulandra
- Îngropați-mă pe după plintă de Pavel Sanaev, premiera 14 ianuarie 2011, Teatrul Lucia Sturdza Bulandra - ca Leoșa, vecinul.[3]
- Kafka. 5 vise după Franz Kafka, premiera Teatrul Odeon[4]
- Moartea unui comis voiajor de Arthur Miller, premiera 4 aprilie 2008, Teatrul Lucia Sturdza Bulandra
- Nebunia regelui George de Alan Bennett, premiera 26 iunie 2004, Teatrul Lucia Sturdza Bulandra - ca Dundas[5]
- Regele Lear de Shakespeare, premiera Teatrul Lucia Sturdza Bulandra
- Richard al III-lea se interzice de Matei Vișniec, premiera 15 iunie 2006 Teatrul Lucia Sturdza Bulandra	- ca Președintele comisiei
- Șase personaje în căutarea unui autor de Pirandello, premiera 2 aprilie 2005, Teatrul Lucia Sturdza Bulandra
- Thomas A Becket de Jean Anouilh, premiera Teatrul Lucia Sturdza Bulandra	- ca Papa[6]
- Turandot de Giacomo Puccini, premiera Teatrul Lucia Sturdza Bulandra

## Filmografie
- Cine va deschide ușa? (1972)
- Ciprian Porumbescu (1973)
- De ce trag clopotele, Mitică? (1981)
- Pas în doi (1985)
- Bătălia din umbră (1986)
- Hanul dintre dealuri (1988)
- Cenușa păsării din vis (1989)
- Noiembrie, ultimul bal (1989)
- Cine are dreptate? (1990)
- Sanda (1990)
- Undeva în Est (1991)
- Hotel de lux (Dan Pița, 1992)
- Telefonul (1992)
- Trahir (1993) - Young Officer
- Invisible: The Chronicles of Benjamin Knight (1993) - Leonard
- Dark Angel: The Ascent (1994) - Policeman with Club
- Tinutul Dragonului (1994) - Guard #1
- Pepe & Fifi (1994)
- Terente, regele bălților (1995) - locotenentul
- Serpent's Lair (1995) - Bob
- Meurtres par procuration (1995) - Modine
- Leapin' Leprechauns! (1995)
- Eu sunt Adam! (1996)
- Capul de zimbru (film TV, 1996)
- Femeia în roșu (1997)
- Triunghiul morții (1999)
- Duhul năzdravan (1999) - Scientist/NSA Agent 3
- Besat (1999) - Drengens Far
- Meurtres sous hypnose (2001) - Médecin-légiste
- Filantropica (2002)
- Turnul din Pisa (2002) - Elvis
- Aceeași gară pentru doi (2002)
- Tânărul Sherlock Holmes (2002) - Criminal
- Herz ohne Krone (2003)
- Stejarii verzi (2003)
- Italiencele (2004) - Tatal
- Legenda curcanului zburător (2005)
- Ryna (2005) - Biriș, tatăl Rynei
- Space Race (2005) - oficial de la Kremlin (serial TV)
- Dracula III: Moștenirea (2005) - căpitan francez
- Un acoperiș deasupra capului (2006)
- Gardă de corp (2006) - Vladimir Norkov
- Offset (2006) - Cornel Codreanu
- Decizie pentru toată viața (2006)
- Cum mi-am petrecut sfârșitul lumii (Cătălin Mitulescu, 2006)
- Legături bolnăvicioase (Tudor Giurgiu, 2006)
- Ticăloșii (2007)
- Restul e tăcere (2008)
- Tache (2008) - doctorul
- Serviciul omoruri (2008) - Romică
- Cele ce plutesc (2009)
- Căpșuni în aprilie (2009)
- 1 din 10 (2010)
- Aurora (2010) - Doru
- Funeralii fericite (2013) - Cătălin
- Doar cu buletinul la Paris (2015)
- Miracolul din Tekir (2015) - Onu
- Atletico Textila (2016) - medic
- Cardinalul (2019)
- Pup-o, mă! 2: Mireasa nebună (2021) - Viceprimar
- Pup-o, mă! 3: Înfruntarea bacilor (2022) - Viceprimar
- Pup-o, mă! No... sau Vârsta Bărbatului Neînflorit (2023) - Viceprimar